# Notylia sagittifera
Notylia sagittifera är en orkidéart som först beskrevs av Carl Sigismund Kunth, och fick sitt nu gällande namn av Link, Klotzsch och Christoph Friedrich Otto. Notylia sagittifera ingår i släktet Notylia och familjen orkidéer. Inga underarter finns listade i Catalogue of Life.

## Bildgalleri

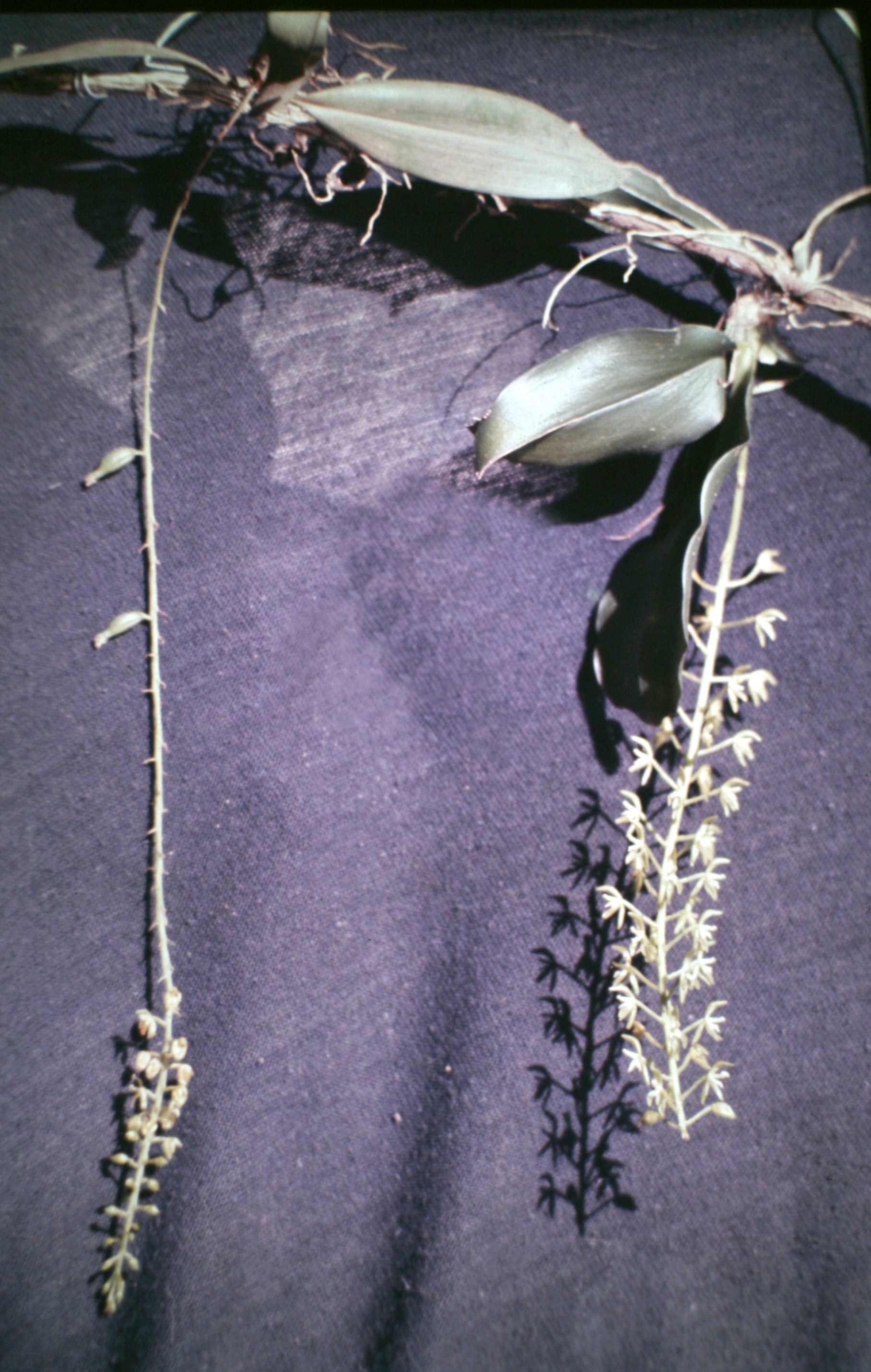
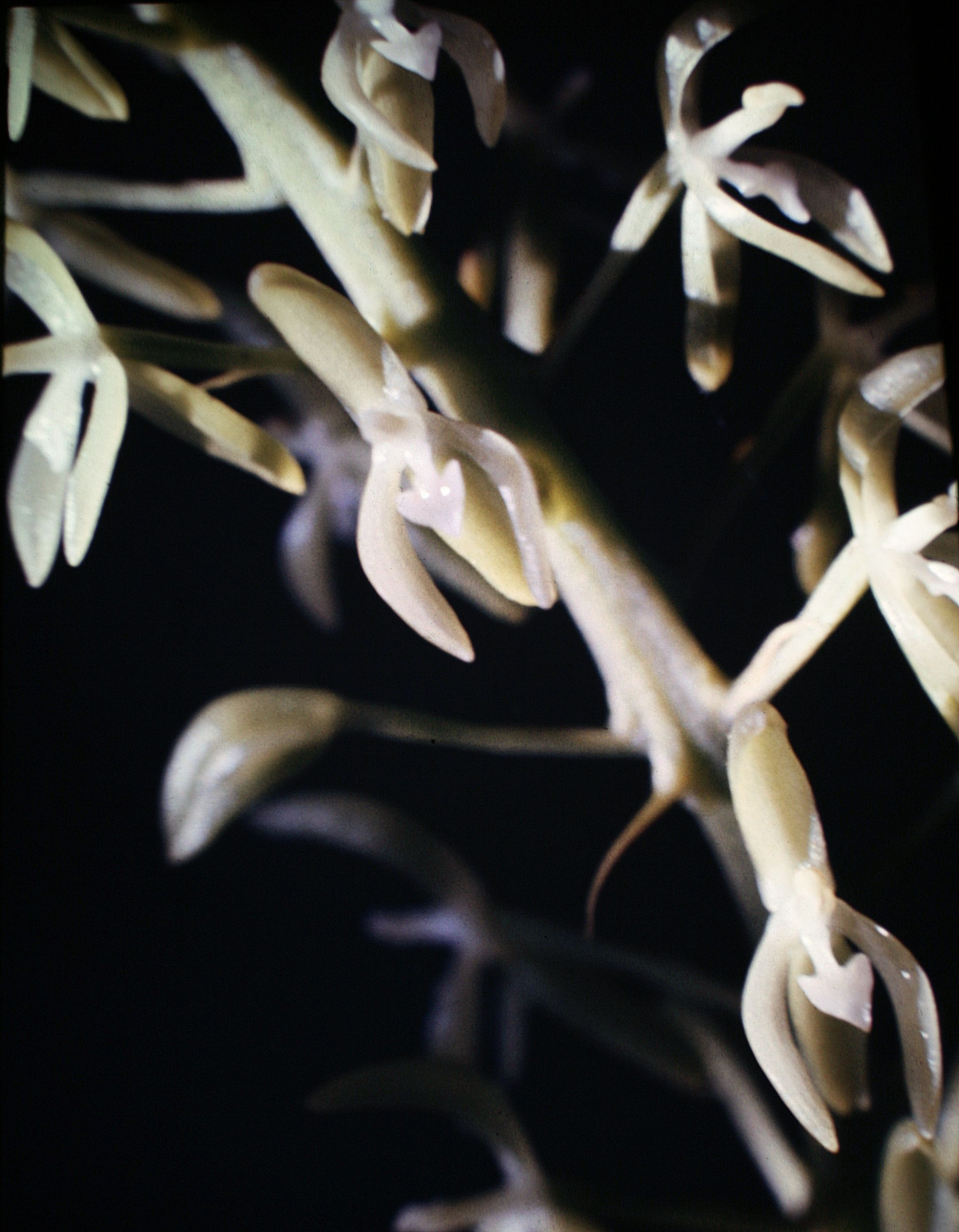
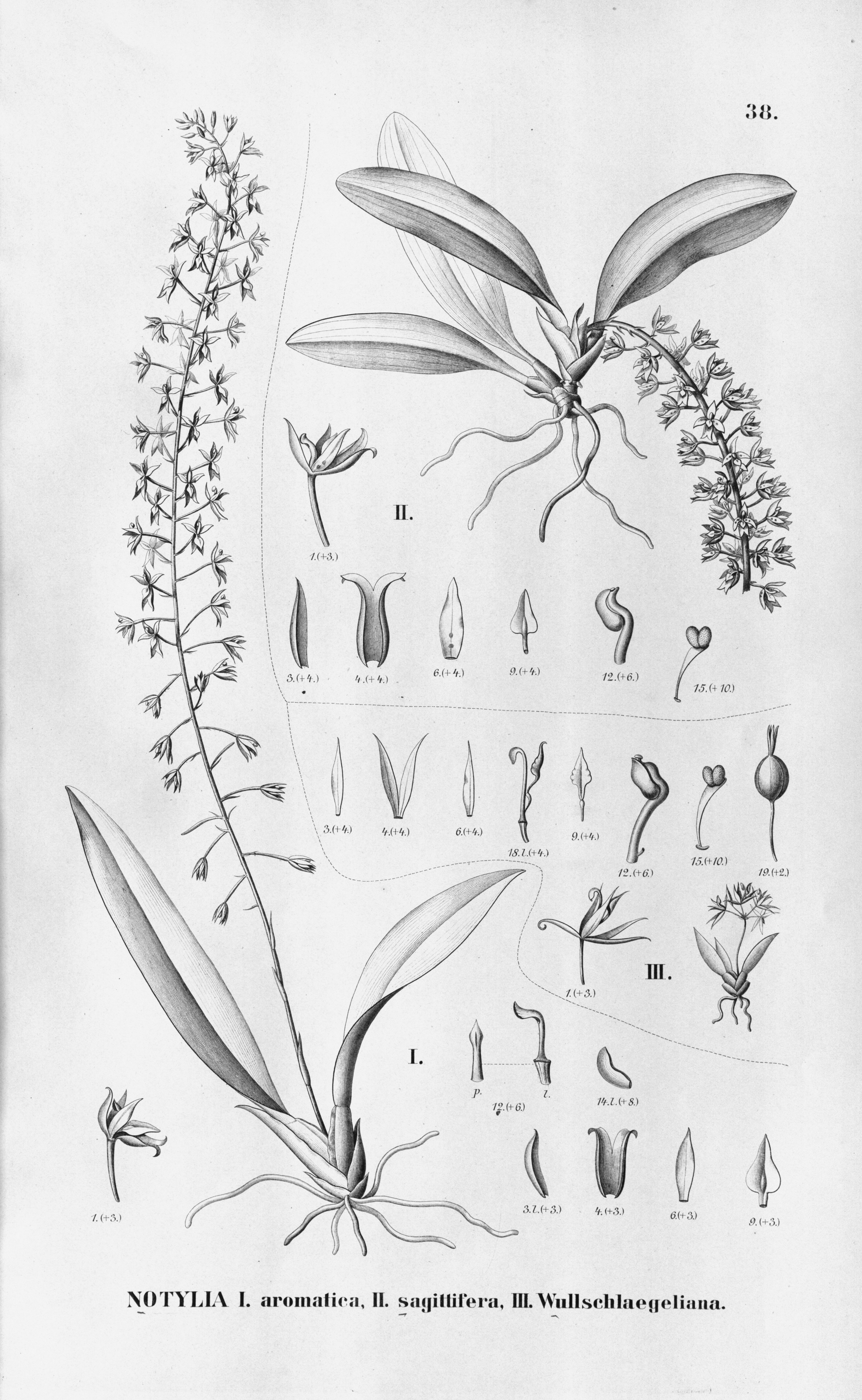